# Wilhelm Fridolin Volkmann
Wilhelm Fridolin Volkmann (später Wilhelm Fridolin Volkmann Ritter von Volkmar, * 25. September 1821 in Prag; † 13. Januar 1877 ebenda) war ein österreichischer Philosoph und Psychologe.

## Leben
Er besuchte das Kleinseitner Gymnasium von Prag und studierte danach an der Karls-Universität von 1839 bis 1844 zuerst Jurisprudenz und später Philosophie. Durch seinen akademischen Lehrer Franz Serafin Exner interessierte er sich für die Herbart’sche Lehre. Er promovierte 1845 zum Doctor der Philosophie und 1846 habilitierte er sich an der Universität Prag für Ästhetik und später für Psychologie. Daneben unterrichtete er kurze Zeit am Lyzeum sowie am Gymnasium auf der Kleinseite. Er wurde hier 1856 außerordentlicher und 1861 ordentlicher Professor der theoretischen und praktischen Philosophie und ihrer Geschichte. Mehrmals wurde er zum Dekan des phil. Doktorkollegiums (1859, 1867, 1872) bzw. des phil. Professorenkollegiums (1870) gewählt. Seit 1868 war er Präses der k. k. Prüfungskommission für die Kandidaten des Gymnasiallehreramts und seit 1875 Mitglied des Landesschulrats für Böhmen.

## Werk
Als Aufgabe seines eigentlichen Lebenswerkes der „Psychologie“ sah er an zu zeigen, was der Herbart’sche Realismus auf dem psychologischen Gebiet zu leisten im Stande sei, um dann eine möglichst vollständige Darstellung der historischen Entwicklung der Hauptbegriffe der Psychologie zu geben. Die Psychologie definiert er als die „Wissenschaft, welche sich die Aufgabe stellt, die allgemeinen Classen der psychischen Phänomene aus den empirisch gegebenen Vorstellungen und dem speculativen Begriffe der Vorstellung nach den allgemeinen Gesetzen des Vorstellungslebens zu erklären“.

## Privates
Er litt von früher Jugend an einem Lungenleiden, sodass er sich die größte Schonung auferlegen musste. Er war verheiratet mit Barbara, geb. Seik (* 1839). Er starb im 56. Lebensjahr.

## Ehrungen
- 1856 a. o. Mitglied der kgl. böhmischen Gesellschaft der Wissenschaften,
- 1874 korrespondierendes Mitglied der kaiserliche Akademie der Wissenschaften in Wien,
- 1874 Orden der eisernen Krone III. Kl.; damit verbunden war das Recht, sich Ritter von Volkmar zu nennen,
- seine Marmorbüste wurde auf Veranlassung seiner Witwe in der deutschen Lesehalle zu Prag, die er mitbegründet hatte, aufgestellt.

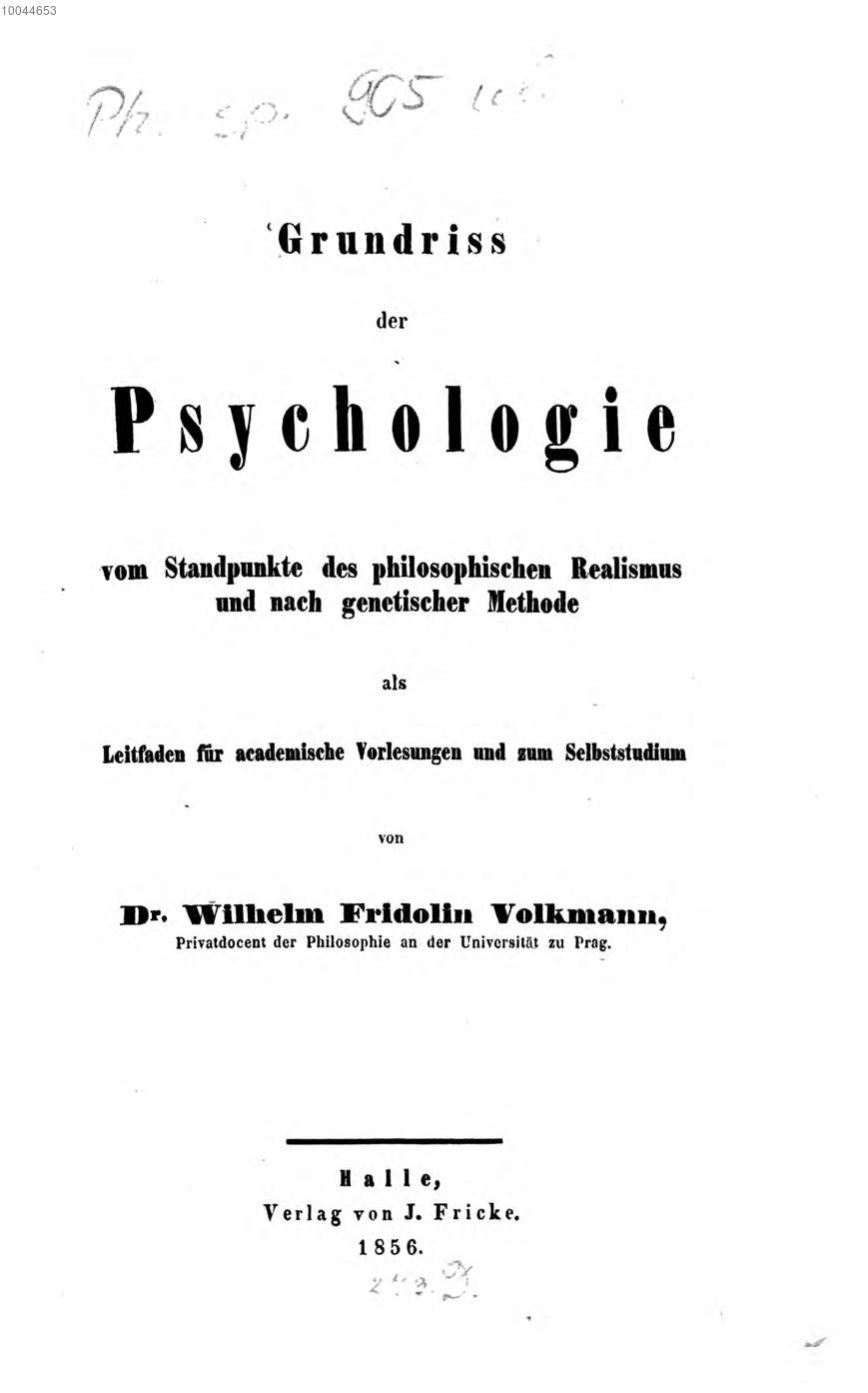
Grundriß der Psychologie (1856)

## Publikationen (Auswahl)
- Lehrbuch der Psychologie vom Standpunkt des Realismus.  (Nachdruck der Ausgabe von 1884), Verlag Hansebooks GmbH. Norderstedt 2016, ISBN 978-3-7411-3852-2.
- Die Lehre von den Elementen der Psychologie als Wissenschaft. Prag 1850.
- Grundriss der Psychologie nach genetischer Methode und vom Standpunkte des philosophischen Realismus. J. Fricke, Halle 1856; 2., sehr vermehrte Auflage, 2 Bde., Cöthen 1875 unter dem etwas veränderten Titel: Lehrbuch der Psychologie vom Standpunkte des Realismus und nach genetischer Methode (4. Aufl., herausgegeben. von C. S. Cornelius, Cöthen 1894).